# Pol Pot
Saloth Sar (Prek Sbauv, Indochina francesa, 19 de mayo de 1925-Anlong Veng, Camboya, 15 de abril de 1998), más conocido como Pol Pot, fue un político, militar, genocida y dictador camboyano y el principal líder de los Jemeres Rojos desde el origen de estos en la década de 1960 hasta su muerte en 1998. Fue también primer ministro de Kampuchea Democrática, nombre oficial del Reino de Camboya durante la dictadura de los Jemeres Rojos, entre 1975 y 1979. Forjador de un estado de corte maoísta, Pol Pot pasó a la historia como el principal responsable del genocidio camboyano, que fue la principal razón de la constitución de un tribunal internacional, en 2006, para juzgar a los líderes supervivientes del régimen.
Una vez conquistó el poder en 1975 con el apoyo de China, Pol Pot llevó a cabo una drástica política de reubicación de la población de los principales centros urbanos hacia el campo, con el objeto de implantar un comunismo de corte agrario. Los medios empleados incluyeron el exterminio de los intelectuales y otros enemigos burgueses. Su resultado fue la desaparición de entre 1,5 a 2 millones de personas. Tomando las estadísticas presentadas por K. D. Jackson, el 17 de abril de 1975 —año en el cual los jemeres rojos tomaron Nom Pen— había en Camboya una población de 7,3 millones de habitantes, mientras que tres años después, en 1978, la población disminuyó a 6 millones. K. D. Chandler señala como razones de este drástico descenso de la población —que calcula en 1,5 millones de desaparecidos— a la miseria, la malnutrición, los trabajos forzados y las enfermedades mal atendidas en general. Además se calcula que alrededor de 200.000 personas, probablemente muchas más, fueron asesinadas, ejecutadas sin juicio como si fueran enemigos, entre los que se contaban niños, ancianos y personas pertenecientes incluso al mismo Partido. Debido a que la mayoría de las víctimas pertenecían a la etnia jemer, Jean Lacouture denominó a este proceso «auto-genocidio».
Su política incluía la oposición a Vietnam, que hizo efectiva con numerosos ataques a ese país, lo que causó una invasión masiva de Camboya en 1979 que supuso el fin del régimen jemer. Pol Pot y los Jemeres Rojos reconstituyeron un movimiento armado en la frontera con Tailandia, con el apoyo de Estados Unidos, Reino Unido, China y de Tailandia.

## Biografía

### Infancia y primeros estudios
Saloth Sar nació en Prek Sbauv, Kompung Thom, Camboya, el 19 de mayo de 1925, siendo el menor de los siete hijos de un próspero hacendado. A los seis años su familia se trasladó a Nom Pen, la capital del país, para vivir con su hermano, un oficial de la Guardia Real, donde Sar frecuenta la Pagoda de Plata. El pequeño Saloth fue enviado a un monasterio budista donde se educó durante tres años, y era ya un adolescente cuando los monjes, al parecer no sin cierto embarazo, comunicaron a la familia que Saloth Sar no podía seguir sus estudios en el centro. Le costaba estudiar, explicaron. Intelectualmente, el chico no daba para mucho. Su familia tenía conexiones con la familia de la Dinastía Norodom: una prima de Saloth Sar había crecido en el Palacio Real como bailarina y llegó a ser esposa consorte del rey Sisowath Monivong. Su hermana mayor, Saroeung, fue elegida también como consorte del rey a los quince años y en 1928 su hermano mayor, Loth Suong, comenzó una carrera de protocolo en la corte, hecho que pondría a Saloth Sar en contacto con la élite de la capital y del budismo camboyano. Aprendió bien el francés y estudió con la élite católica de Camboya en la universidad de la Sorbona, aunque nunca recibió un diploma.
Como muchos estudiantes de su tiempo, Saloth Sar se unió a los movimientos anticolonialistas de la Indochina francesa (Camboya, Vietnam y Laos) liderado por el que sería el máximo representante de la revolución vietnamita: Hồ Chí Minh. Entraría entonces en contacto con el Partido Comunista Indochino, que era entonces ilegal en el país.

### Saloth Sar en Francia
En 1948, bajo la regencia del joven rey Norodom Sihanouk, fue enviado a París con jóvenes como Thiounn Thioeunn, Chumm y su hermano Mumm para estudiar literatura francesa. En la capital del país galo demostró gran nacionalismo y la oposición a cualquier injerencia vietnamita en los asuntos camboyanos. En julio de 1946 los miembros de este grupo rehusaron asistir a una reunión con Hồ Chí Minh (líder comunista vietnamita), en la Conferencia de Fontainebleau, a las afueras de París.
Se interesó poco en los estudios -nunca los finalizó- y formó parte del «capítulo camboyano» del Partido Comunista de Kampuchea (PCK, también llamado Partido Comunista de Camboya), lo que lo llevaría a fundar el llamado «Grupo de Estudio de París», célula principal que generaría a los futuros Jemeres Rojos y en el cual participarían Ieng Sary, Khieu Samphan, Khieu Ponnary y Son Sen, quienes serían piezas claves en la conformación de dicho movimiento. Dicho grupo se dedicó entonces a la profundización de las ideas marxistas y del comunismo siempre en relación con el Partido Comunista Francés. Trabajaron arduamente en adherir a los estudiantes camboyanos en Francia a sus ideas revolucionarias en contra de la monarquía del rey Norodom Sihanouk, quien entonces avanzaba en su propia lucha anticolonialista. De la misma dice en su obra Monarquía o democracia: 

La monarquía es un vil postulado que vive de la sangre y el sudor de los campesinos. Sólo la Asamblea Nacional y los derechos democráticos darán a los camboyanos un espacio de respiro... La democracia que reemplazará a la monarquía es una institución sin igual, pura como el diamante.

Se casa con Khieu Ponnary, la primera mujer camboyana en obtener un diploma, y escogen el aniversario de la Toma de la Bastilla, 14 de julio de 1956, para su matrimonio y para su regreso a Camboya. Ieng Sary se casaría con la hermana de Khieu Ponnary, estudiante de Shakespeare, de nombre Khieu Thirith. El «Grupo de Estudio de París» sería la célula principal de los acontecimientos que se desarrollarían en las siguientes cuatro décadas.

### Regreso a Camboya
En 1953 Saloth Sar regresó a Camboya, sin haber obtenido ningún diploma, y comenzó a dar clases de francés en dos establecimientos privados de Nom Pen, Chamroeun Vichea y Kampuchaboth (1956-1963). La Camboya de la época vivía una situación convulsa, donde el rey Norodom Sihanouk pretendía tomar la bandera de la independencia del país, y no dejar que lo hicieran los comunistas, y las facciones radicales exigían a Francia una independencia inmediata.
El futuro Pol Pot se une entonces a la alianza comunista «vietnamita-jemer», en donde los vietnamitas le enseñan cómo «trabajar con las masas de base, fundar los comités de independencia a nivel de aldeas, miembro por miembro», pero, según el testimonio de un antiguo camarada de Pol Pot, este decía que la independencia camboyana debía ser liderada exclusivamente por los mismos camboyanos. Los intentos de restablecer el antiguo orden colonial por parte de Francia, después de la derrota de Japón en 1945, se vieron obstaculizados por un fuerte sentimiento nacionalista, manifestado en protestas, y que tendría como máximo estímulo la detención de dos monjes budistas en 1942 por sus sermones pro-nacionalistas. Algunos monjes se unirían a las luchas por la independencia; dos de los más célebres serían Son Ngoc Minh y Tou Samouth, que en 1946 se afiliarían al Partido Comunista de Indochina, liderado por Hồ Chí Minh, contando entre los fundadores del Partido Comunista de Camboya. Pero el ideal de Saloth Sar fue siempre mantenerse a distancia de cualquier influencia vietnamita o de otras naciones.

### Saloth Sar como revolucionario
El Partido Comunista Indochino se dividió en 1951 en las tres facciones nacionales (Vietnam, Camboya y Laos). La facción camboyana daría origen al Partido Revolucionario Popular de Kampuchea o PRPK, con la presencia preponderante de Saloth Sar y su «Grupo de Estudio de París», como ya se ha indicado.
El rey Norodom Sihanouk adelantaría una campaña de represión del comunismo en el país, tanto previa como posterior a la independencia en 1954 y su reconocimiento en 1957, que, al menos en parte, también estaría motivada por su temor a cualquier influencia vietnamita. En 1962 fue asesinado Tou Samouth, el principal líder del comunismo camboyano, cuya muerte permanece sumida en el misterio. Algunas fuentes sugieren que ello formaba parte de la estrategia de Saloth Sar, para garantizar el dominio absoluto de su liderazgo en el Partido Comunista, lo que efectivamente se presenta, como sugiere Kiernan:

Su gran familiaridad con el escenario político urbano y su aparente asesinato de Tou Samouth en 1962, finalmente permite al grupo de Pol Pot tomar el liderazgo del Partido Comunista a principios de 1963.

Asimismo, N. Chanda sostiene que: 

Siguiendo la misteriosa desaparición de Samouth en julio de 1962, Pol Pot tomó la responsabilidad del secretariado del partido clandestino, huyendo pronto con su cuñado Ieng Sary, Son Sen y otros a las selvas para la reorganización clandestina del partido. No se supo de ellos hasta 1970.

La disputa entre el radicalismo de Saloth Sar, caracterizado por su posición abiertamente antiestadounidense y anti-vietnamita por un lado, y quienes defendían un comunismo moderado por el otro, se hace evidente y le causa la antipatía de parte de Vietnam ya a finales de los años 1960. Así lo expresó el viceministro de relaciones exteriores de Hanói al periodista Nayan Chanda, en 1978, refiriéndose al grupo de Pol Pot:

Como partisanos no tuvieron una participación activa en las luchas de independencia, no siguieron la línea correcta del lado vietnamita en Camboya y su comunismo era infantil.

## Guerra civil camboyana: 1967-1975

### Estalla el conflicto en Vietnam
La guerra de Vietnam (1964-1975) significaría para Camboya la apertura a un largo periodo de guerra e inestabilidad. El príncipe Norodom Sihanouk, entonces primer ministro, declaró al país neutral en el conflicto. Denunció reiteradamente la injerencia de otros estados en una situación que Sihanouk veía como exclusiva de los vietnamitas en su intento de reunificar el país. Esta postura «anti-intervencionista» le puso en contraposición de los intereses estadounidenses. Por su parte, Estados Unidos insistió en que el príncipe sostenía una neutralidad ficticia y que prestaba el territorio camboyano como refugio del Vietcong. El 18 de marzo de 1970, mientras el príncipe estaba en una gira internacional, el general Lon Nol, con el respaldo del gobierno de los Estados Unidos, llevó a cabo un golpe de Estado y alineó a Camboya con los Estados Unidos y Vietnam del Sur. Este hecho no significó otra cosa que la oportunidad perfecta para Saloth Sar. Con el príncipe alejado del poder y un enemigo visible como Lon Nol, los Jemeres Rojos podrían coger las banderas de la liberación del país que Sihanouk no había permitido durante la independencia del mando francés. El Grupo de estudio de París tomó el control definitivo del PRPK y le cambió el nombre por el de «Partido Obrero de Camboya». Entre sus primeras decisiones estaría la separación definitiva de cualquier nexo vietnamita. Saloth Sar ya había sido elegido, primero «Camarada Tres» en el comité central del partido y —después de la misteriosa muerte de Samouth— «Secretario General» del POC en 1968. En julio de 1970, después del golpe de Estado de Lon Nol, Saloth Sar y muchos de los miembros del POC dejaron Nom Pen y crearon una guerrilla denominada «Oficina 100» en las fronteras con Vietnam del Norte, al noreste de Camboya. En ese momento el Vietcong le pidió retrasar su agenda revolucionaria en Camboya hasta que los estadounidenses fuesen expulsados de Vietnam del Sur.
Saloth Sar es bien recibido en China y admira lo realizado por Mao Zedong con su Revolución Cultural China, hecho que le convence de desligarse todavía más de los vietnamitas, motivo por el cual apoya el cambio de nombre del partido por Partido Comunista de Kampuchea (PCK), pero el común de la gente comienza a llamarlos Jemeres Rojos (Jemer: Kamae Poah Krojón; en francés: Khmer Rouge). El comité central de tal partido es conocido como Angkar, traducido como «la nación» o «la organización».
Después de un viaje a Vietnam del Norte, se refugia en el noreste de Camboya para vivir con una tribu montañesa. Impresionado por la simplicidad de su vida, con pocas cosas materiales, se convence entonces de que ese es el ideal del comunismo. Ese mismo año surgen brotes revolucionarios en varias provincias del país y, un año después, los Jemeres Rojos tenían casi controlada toda la región montañosa del norte y las fronteras con Vietnam; además, funda el Ejército Revolucionario de Camboya. Con la ayuda de los Estados Unidos, el ejército oficial de Lon Nol emprende débiles campañas en contra de la guerrilla, que no tienen éxito.
En marzo de 1969, Estados Unidos llevó a cabo bombardeos secretos al norte de Camboya, tratando de destruir los refugios del Vietcong y cortar el final de la Ruta Ho Chi Minh. Autorizados por el recién elegido presidente Richard Nixon, y liderados por su director de seguridad nacional Henry Kissinger, tales bombardeos se pueden considerar ilegales, puesto que Estados Unidos no había hecho una declaración de guerra oficial contra Camboya, ni se había tomado el tiempo establecido por la legislación internacional para una acción de este tipo. Durante catorce meses fueron lanzadas en suelo camboyano 110 000 t de bombas, y los bombardeos continuarían hasta 1973, por lo que se determina que fueron 539 129 t en total, es decir, tres veces y media más de lo que Estados Unidos lanzó contra Japón durante la II Guerra Mundial. Las víctimas camboyanas llegaron a las 600 000 muertes, y fuentes de la CIA estimaron que dichos bombardeos no hicieron otra cosa que incrementar la popularidad de los Jemeres Rojos entre los campesinos camboyanos del norte del país. Tan solo entre 1969 y 1973 se contaron 150 000 víctimas civiles.<
En 1973 se produjeron los primeros éxitos significativos de los Jemeres Rojos contra el ejército republicano de Lon Nol, y el 60 % del país quedó bajo su control. Mientras tanto, Nixon, sin autorización gubernamental, intensificaba los bombardeos contra el país en un desesperado intento por detener el avance de la guerrilla, de la misma manera que estaba sucediendo en Vietnam del Norte.

### Debilitamiento de los Estados Unidos
La península Indochina ardía en una guerra de grandes proporciones, y el gobierno de los Estados Unidos se dio cuenta muy tarde del fracaso de sus políticas. Mientras Vietnam del Norte avanzaba sin tregua para alcanzar su objetivo de reunificación bajo dominio comunista, los Jemeres Rojos cercaban desde todos los puntos del país a Nom Pen como una tenaza, ante lo cual se dieron las primeras salidas precipitadas de extranjeros y simpatizantes de Lon Nol. Los Jemeres Rojos argumentaban que su lucha era para defender y restituir al poder al depuesto príncipe Norodom Sihanouk, que mientras tanto hacía el papel de gobernante en su exilio en China, sin poder tomar parte en el nuevo capítulo de la historia que se escribía en su patria. En 1974 los hombres de Saloth Sar capturaron la antigua capital, la Ciudad de Udong, a pocos kilómetros al norte de Nom Pen. La ciudad fue destruida y sus habitantes dispersados como preludio de lo que vendría después. En abril de 1975, la capital estaba completamente sitiada, sus calles atestadas de refugiados que huían unos de los bombardeos estadounidenses y otros del avance de la guerrilla: dos millones de refugiados se hacinaban en Nom Pen ese año. Los guerrilleros cortaron todos los medios de contacto con la capital y el fin de la guerra era cuestión de días.

### La caída de Nom Pen

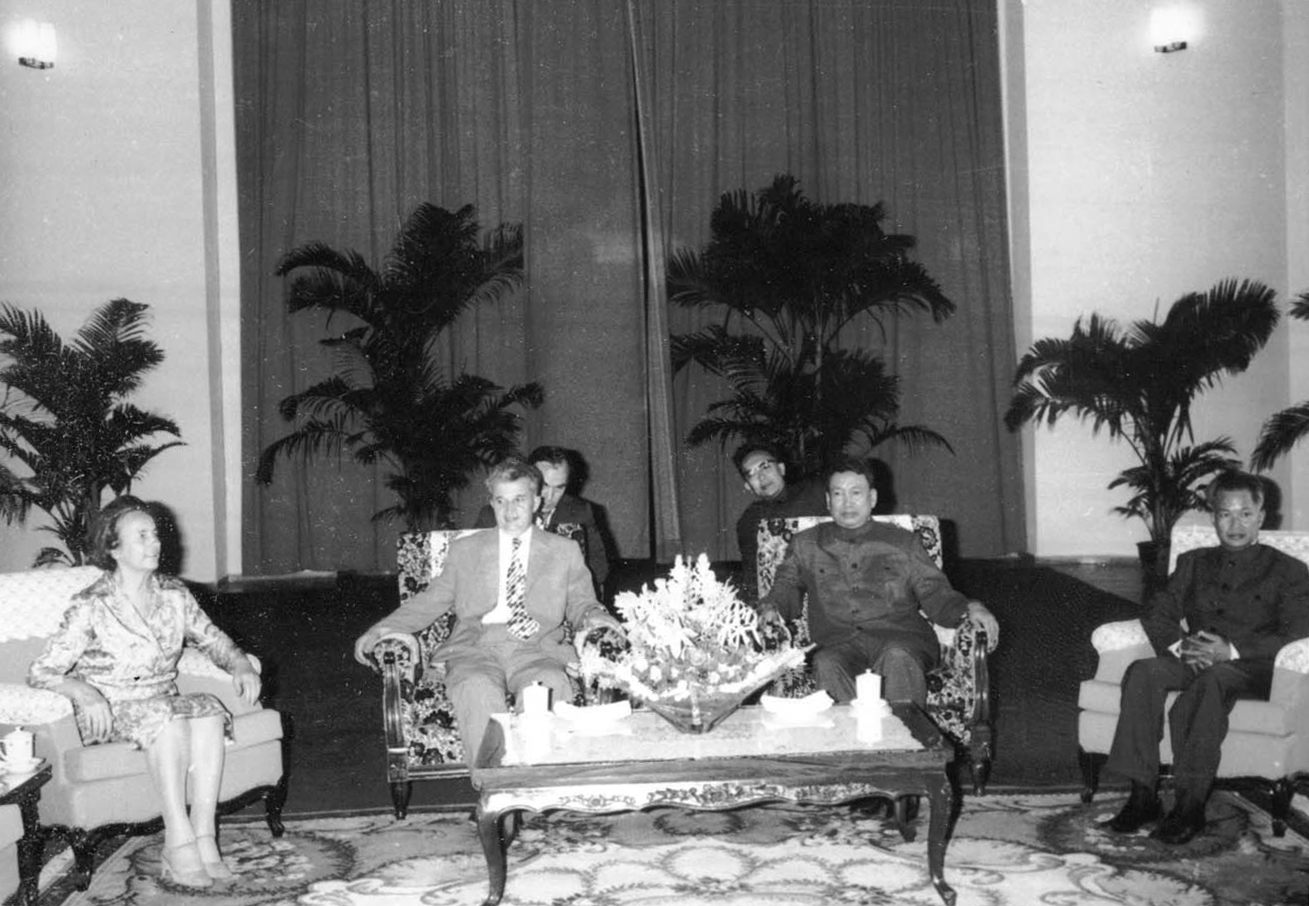
Pol Pot recibiendo a Nicolae Ceauşescu, líder de la República Socialista de Rumania, en 1978.

El 17 de abril de 1975 está marcado con la caída de Nom Pen bajo el avance de los Jemeres Rojos. Los estadounidenses tuvieron que abandonar un intento de suministrar alimentos y energía a la ciudad con un puente aéreo al estilo del de Berlín cuando el Aeropuerto Internacional de Pochentong fue blanco de intensos ataques guerrilleros, mientras el dictador Lon Nol huyó llorando por su país en un helicóptero estadounidense hacia Hawái. Lon Nol nunca más regresaría a Camboya. Si bien los estadounidenses, los extranjeros de otras nacionalidades de cierta significación política y la plana mayor del dictador fueron evacuados, los estadounidenses dejaron en la sitiada ciudad mandos medios y un gran número de personas que serían carne de cañón para el nuevo régimen.
En el ánimo de los dos millones de personas que se encontraban en la ciudad el 17 de abril, la victoria evidente de la guerrilla sobre los ocupantes y el dictador significaba de alguna manera el fin de las penurias de la guerra. Por esta razón los Jemeres Rojos fueron recibidos con la esperanza de que la paz llegaría por fin al país. Pero los «habitantes de la ciudad» no estaban dentro de los planes de Saloth Sar y los suyos. Pronto mostrarían hacia ellos una violencia inusitada y los denominarían «enemigos de Estado» bajo el código «gente del 17 de abril». A los ojos de Saloth Sar, los habitantes de la ciudad representaban la clase opresora, mientras que el pueblo legítimo era solo el campesinado. Dos millones de habitantes de la capital y de las poblaciones principales del país fueron obligados a ir al campo. Saloth Sar comenzó entonces a usar el nombre de Pol Pot y declaró a 1975 como «Año Cero», con lo que quería indicar el inicio de un proceso de «purificación» de la sociedad camboyana del capitalismo, la cultura occidental, la religión y cualquier influencia extranjera, en cuya mira estaban principalmente los vietnamitas. El 13 de abril Camboya había celebrado el inicio de un nuevo año según su propio calendario nacional, fin del «año del tigre» y el comienzo del «año de la liebre». Al día siguiente, la capital recibió las primeras acciones de la guerrilla y un auténtico «año nuevo» comenzaría para Camboya.
Saloth Sar, ahora definitivamente Pol Pot, estuvo siempre a favor de un completo aislamiento del país, una economía autosuficiente y un estado agrario. Todos los extranjeros, que se refugiaron en la embajada francesa, fueron expulsados, las embajadas cerradas (con excepción de la francesa y algunas de ciertos países simpatizantes como China y Corea del Norte). Intentó implantar el comunismo de manera inmediata, con un estilo maoísta, a lo que denominó «el gran salto». Para ello se valió de medidas drásticas como:
- Abolición del mercado.
- Abolición de las escuelas.
- Cese de emisiones como la televisión.
- Destrucción de cualquier infraestructura urbana.
- Conversión forzada de toda la población camboyana en cultivadores.

Fue el primer y hasta ahora único país que vivió semejante experiencia. Todas las ciudades, aldeas y centros urbanos fueron vaciadas, los habitantes procedentes de los principales centros urbanos como Nom Pen y Battambang fueron clasificados como la «Gente del 17 de abril», es decir, aquellos que antes de esa fecha no se habían unido a las guerrillas comunistas y que, según la mentalidad de Saloth Sar y de los Jemeres Rojos, se habían puesto del lado de Lon Nol y de los Estados Unidos. Esa «Gente del 17 de abril» fueron víctimas de sospechas de espionaje, colaboración con poderes extranjeros, burgueses y enemigos del «pueblo». Todos los camboyanos fueron llevados a trabajar en el campo.

## Kampuchea Democrática: 1975-1979

### Creación del nuevo régimen

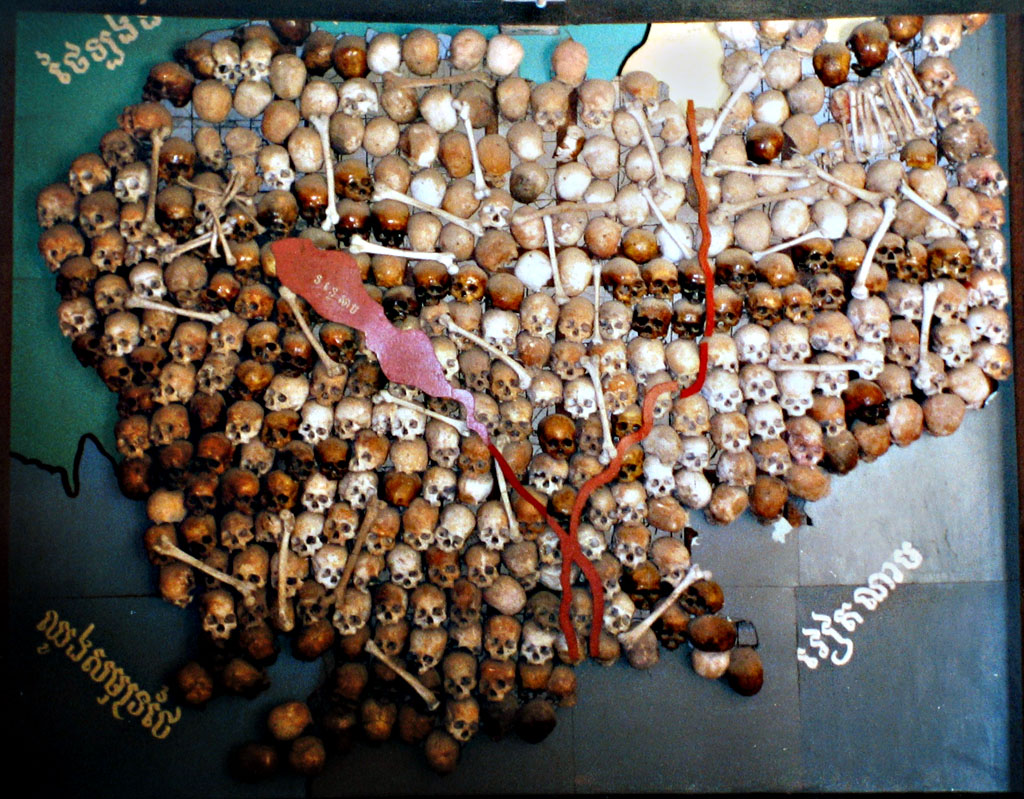
Mapa hecho con cráneos de las víctimas del régimen, exhibido en el Museo Tuol Sleng.

Entre noviembre y diciembre de 1975 se llevó a cabo un encuentro nacional de miembros del Partido en el Estadio Olímpico de Nom Pen. Nuon Chea proclamó entonces que la nueva Camboya tenía ya dos universidades: una era el trabajo productivo y la otra el combatir al enemigo vietnamita. Era el preludio de la «guerra después de la guerra» como fue llamada por el periodista N. Chanda en su obra. El 5 de enero de 1976 los Jemeres Rojos declararon el nacimiento del nuevo Estado con el nombre de Kampuchea Democrática (ver Constitución Política de la Kampuchea Democrática). El Príncipe Norodom Sihanouk, quien había regresado como un supuesto jefe de Estado restituido al poder después de la dictadura, había ya perdido cualquier capacidad de influencia sobre los asuntos políticos de su país y era tan solo una figura protocolaria, casi al mismo estilo del tiempo colonial. Fue pronto obligado a renunciar a su cargo como primer ministro y es puesto literalmente en prisión en el Palacio, uno de los únicos remanentes de la destruida Nom Pen. Asumió entonces la presidencia Pol Pot, aunque su identidad, así como las de los máximos dirigentes de la Kampuchea Democrática y de Angkar (el Partido) siempre estarían en secreto (la gente no sabía quién era en verdad «Pol Pot» ni le asociaban con «Saloth Sar», también conocido como «Camarada Uno»). En principio, Pol Pot fue oficialmente el primer ministro de la Kampuchea Democrática, pero después dicho cargo pasará a Ieng Sary, aunque Pol Pot retendrá de facto el poder.
La aseveración de Pol Pot de que la liberación del país había sido hecha sin injerencias extranjeras es difícil de demostrar. Evidencias suministradas tanto por la CIA como por Vietnam demuestran que el Vietcong facilitó armamento a los Jemeres Rojos para tomar Nom Pen, la cual cayó antes que Saigón, el 29 de abril de 1975. De la misma manera, China contribuyó con artillería a cambio del caucho camboyano. Sin embargo, la posición de Pol Pot fue siempre la de demostrar que Camboya no necesitaba de ninguna fuerza extranjera para sobrevivir, y en tal sentido mantuvo al país en un aislamiento casi total durante el tiempo del régimen. Una de las obsesiones del líder fue la de proteger al partido central de los que consideraba peligros externos e internos, y por lo tanto fue considerada prioritaria para él la existencia de todo un sistema de defensa que incluía prisiones de alta seguridad, tales como la S-21. En el caso de S-21, la principal, pero no la única, institución de interrogación en el país, Goffman define a esta como un ejemplo extremo de total institucionalización cuya misión era la de «proteger al Partido asesinando todos los prisioneros y en parte alterando sus biografías para ponerlas en concordancia con los requerimientos y sospechas del Partido». Si bien se dice en términos generales «prisión», Chandler la denomina más bien como un centro de torturas e interrogación en sentido más estricto. En una entrevista que Pol Pot concedió en 1997 al periodista Nate Thayer, este negó cualquier conocimiento de la existencia de S-21:

Tomé sólo grandes decisiones en grandes temas. Quiero decirle a usted - Tuol Sleng fue una exhibición vietnamita. Un periodista escribió sobre eso. Le gente habla de Tuol Sleng, Tuol Sleng, Tuol Sleng... Cuando escuché por primera vez acerca de Tuol Sleng fue en la Voz de América. Lo escuché dos veces.

Chandler comenta al respecto que Pol Pot debió conocer Tuol Sleng bajo el código «S-21». La periodista Christine Chameau entrevistó a Ieng Sary, el segundo hombre fuerte de la Kampuchea Democrática, quien respondió al respecto:

«Nunca dije que no había oído acerca de Tuol Sleng... Siempre hablábamos utilizando nombres codificados y seguridad fue para nosotros S-21».

A la pregunta de quién daba las órdenes sobre S-21, Ieng Sary respondió:

«Para cosas políticas como esa, Khieu Samphan»

Tanto para Thayer como para Chandler, esta última respuesta de Ieng Sary carece de documentos históricos que la corroboren. Los dos hombres de mayor alto rango en S-21 reportaban directamente a los que se denominaban los «camaradas mayores» (en jemer: bong kang le), los cuales permanecieron inamovibles durante todo el tiempo del régimen: Pol Pot, Nuon Chea, Ta Mok, Son Sen y Khieu Samphan.

### Genocidio camboyano

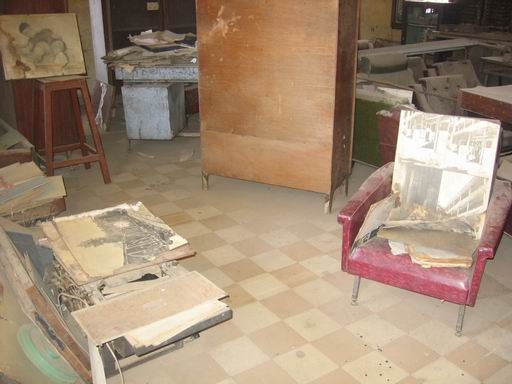
Archivos de la prisión S-21 en donde se conservan evidencias de torturas.

Comienza así un período de la historia camboyana en el que, según la mayoría de las fuentes, perecería una cuarta parte de la población, lo que ha sido generalmente calificado de genocidio camboyano. Este periodo fue ignorado por la comunidad internacional en su tiempo, en parte por el movimiento de muchos grupos occidentales que veían con simpatía a un país que había logrado derrotar al imperialismo yanqui. El total aislamiento del país hacía difícil mantener una observación internacional de los sucesos, y protestas solitarias como la de François Ponchaud (un misionero católico) o también las denuncias de Amnistía Internacional fueron vistas con descrédito. Sería después de la invasión vietnamita de 1979 y el ingreso en la Organización de las Naciones Unidas en 1993 cuando el mundo abriría los ojos a la realidad del drama humano vivido allí entre 1975 y 1979. El criterio estadístico que se ha seguido para determinar los asesinados por los Jemeres Rojos es el de restar la población antes de la caída del Gobierno a la que había cuando llegaron al poder más la documentación encontrada de los procedimientos en las prisiones, especialmente S-21, las excavaciones de las fosas comunes y los testimonios de sobrevivientes, material sistematizado en la actualidad por el Centro de Documentación de Camboya (DC-Cam).
Según las conclusiones de D. Hawk, los siguientes crímenes fueron imputables al régimen de Pol Pot:
- Torturas sistemáticas.
- Práctica extensa de ejecuciones extrajudiciales.
- Programas específicos de genocidio contra grupos religiosos y minorías étnicas.
- Disminución sustancial de la población nacional.

Las evidencias que prueban la existencia de dichos actos pueden ser clasificadas de la siguiente manera:
- Testimonios de los supervivientes, tanto de víctimas como de los mismos victimarios. Los relatos de las víctimas forman parte incluso de la tradición oral en la Camboya contemporánea.
- Testimonios de los refugiados de guerra en Tailandia, especialmente después de iniciada la invasión por parte de Vietnam. Los refugiados fueron los primeros en dar a conocer los primeros relatos del sanguinario régimen. Estos testimonios han producido una gran cantidad de material documental en la actualidad como libros, vídeos y arte gráfico. Los testimonios coinciden todos en los siguientes hechos históricos:
  - La evacuación precipitada de los grandes centros urbanos.
  - La marcha forzada durante un periodo de tres meses hacia diferentes sectores del país.
  - La ruda colectivización de la producción y la colectivización de la vida cotidiana (todos tenían que vivir juntos).
  - La abolición de la moneda.
  - Los ataques cotidianos a las religiones y a las tradiciones culturales.
  - La realización rutinaria de ejecuciones sumarias.
  - El hambre y las epidemias.
- Los centros de interrogación y tortura descubiertos por los vietnamitas en 1979.
- Las fosas comunes encontradas y excavadas con esqueletos humanos de todas las edades.
- El dramático descenso de la población a escala global en al menos un millón y medio de personas y, asimismo, la reducción de minorías étnicas como los Cham o camboyanos de origen vietnamita y la de origen chino.
- La gran cantidad de material elaborado en esa época por los mismos Jemeres Rojos como las fotografías de las víctimas, sus testimonios firmados bajo tortura, informes elaborados por mandos medios a superiores, órdenes y cartas.

## Decadencia del régimen

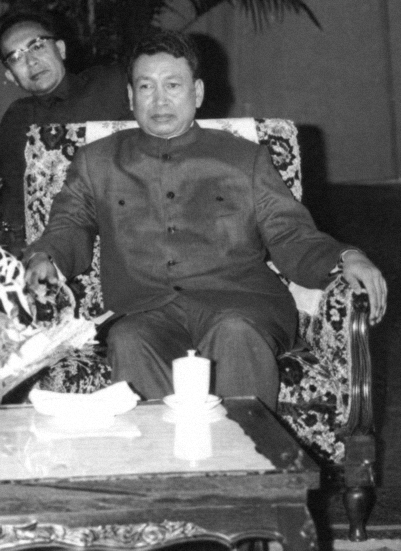
Pol Pot en 1978

En 1977 se revela que Angkar es el Partido Comunista de Kampuchea (PCK). Se producen considerables hambrunas en el país, comienzan conflictos en las fronteras con Tailandia, Laos y Vietnam y este último comienza a tener más relaciones con la URSS que con China.
Pol Pot anunciaría en diciembre de 1976 a todos los oficiales que debían prepararse para una guerra de guerrillas y convencional y por primera vez habla de Vietnam como «enemigo de la Kampuchea Democrática». El 27 de enero de 1977 una incursión de los Jemeres Rojos asesinó a 30 campesinos tailandeses mientras empezaban a causar disturbios en las fronteras con Laos. Pero los acontecimientos más graves se darían en la frontera con Vietnam: según los informes vietnamitas, desde marzo de 1977 los Jemeres Rojos lanzaron continuos ataques en la zona suroccidental de Vietnam con incursiones que atacaron al ejército de ese país y a la población campesina, especialmente en Ha Tien y Chau Doc. Dichos informes vietnamitas coinciden con testimonios de refugiados de ese país en el exterior según los Archivos Contemporáneos de Keesing. Pol Pot aseguraba entonces que el enemigo, Vietnam, no se «atrevería a atacarnos» porque, según su modo de ver, Vietnam era menos potente que Camboya (posiblemente confiado en la amistad que tenía con China y la enemistad de China con Vietnam). Para Pol Pot, la manera en la que Vietnam atacaba a Camboya no era abiertamente, sino de manera silenciosa, infiltrándose en las filas jemeres. Esto le haría desarrollar una auténtica paranoia que lo llevaría a buscar el «enemigo oculto» en el interior de su propio partido. Por el contrario, Vietnam siempre se referiría al comunismo camboyano como «su hermano», según lo testimonian refugiados camboyanos que entraron en Vietnam en 1977. Sería solo a partir de 1978 cuando las autoridades vietnamitas comenzarían a ver a los Jemeres Rojos de otra manera.
Kampuchea Krom fue una antigua provincia camboyana que pasó a manos de los vietnamitas en el siglo XIX y que hoy es el sur de Vietnam. En la actualidad existe una población significativa de vietnamitas de etnia jemer que se sienten naturalmente más cercanos a su patria ancestral que a Vietnam. Desde la perspectiva de Pol Pot, la «recuperación» de dicho territorio era un deber histórico para Camboya y ese fue el principal causante de los ataques en el suroeste del Vietnam, en donde murieron numerosos campesinos vietnamitas de distintas etnias de la región, entre ellas la jemer.
El 6 de enero de 1978, Pol Pot se dirigiría así a las tropas en la zona oriental: 

Cada camboyano ha de matar a 30 vietnamitas con el fin de avanzar hacia la liberación, luchar fuertemente para recuperar el sur de Vietnam.

En una entrevista que hizo Ben Kiernan a Heng Sarim sobre el propósito de las incursiones en Vietnam, este respondió: 

Él dijo [Pol Pot] que teníamos que liberar esa parte y hacer rebelarse a la gente del sur y derrocar a Vietnam y tomar el sur... Él nos dijo que teníamos que motivar a los Jemeres que vivían en el sur de Vietnam, los «jemeres krom», a alzarse en rebelión.

Mientras los Jemeres Rojos se concentraban en atacar a todos sus «enemigos», Radio Nom Pen convocaba a los habitantes del oriente del país a «levantar las banderas del celo nacional, confrontar el deber de odio y de sangre en contra del... expansionismo y el anexionismo».
En 1978, Pol Pot lanzó la campaña para «descubrir» lo que él llamaba «el enemigo oculto». Su idea de que el Partido y el Ejército estaban infiltrados de vietnamitas y de agentes de la CIA hizo que muchos de sus hombres fueran detenidos, interrogados, torturados y ejecutados. La teoría del régimen fue que dentro del Partido había "enemigos" y que localizarlos y eliminarlos era una obligación a toda costa. Los «enemigos contra-revolucionarios» debían desaparecer, en un proceso que Pol Pot llamó de «barrida y limpieza» (boh somat). Uno de los lemas del partido era «una mano para la producción y otra para combatir al enemigo». Vann Nath, uno de los pocos sobrevivientes de S-21, dijo a Alexander Hinto que «la palabra "enemigo" tenía un gran poder... al escucharla, todos nos poníamos nerviosos».
El «enemigo oculto» se volvió una obsesión para Pol Pot y si no existían, él mismo no tardaría en crearlos. Para él los «enemigos externos» eran visibles, fáciles de identificar y de combatir, pero los «enemigos en el interior» eran una tarea en la que todos debían implicarse. En su anuncio de la existencia del Partido Comunista de Kampuchea (PCK), dijo a la asamblea: 

Dentro de la sociedad camboyana existen semejantes contradicciones de vida y muerte como enemigos que pertenecen a variadas redes de espionaje trabajando para los imperialistas y reaccionarios internacionales que planean entre nosotros llevar a cabo acciones subversivas, actividades en contra de la revolución... Esos elementos son un número reducido, solo un uno o dos por ciento de la población.

Interpretando literalmente las palabras del discurso de Pol Pot y siguiendo la lectura de Chandler, el 1 o el 2 % de la población camboyana entonces representaba 140 000 personas de 7 millones de habitantes, es decir, todas esas personas eran consideradas «enemigos del Estado». Pol Pot decía que los enemigos no podían ser tratados de la misma manera: unos debían ser «reeducados» y otros debían ser «neutralizados». Mientras se mantenía dicho discurso, cientos de personas eran interrogadas, torturadas y ejecutadas en S-21.
En 1978, durante el aniversario del Partido Comunista de Kampuchea, Pol Pot expresó: 

El 17 de abril de 1975 significó una gran victoria como nunca se había visto en más de dos mil años de historia de Kampuchea. Matar a los enemigos de la revolución fue otra meticulosa victoria próxima a los eventos del 17 de abril.

El 10 de mayo del mismo año, en una transmisión de Radio Kampuchea Democrática, dirigiría las siguientes palabras en el contexto de los ataques a Vietnam: 

Debemos combatir para defender la independencia, soberanía e integridad territorial de Camboya. Debemos vivir autónomamente, defendiéndonos. Debemos tratar de eliminar el creciente número de enemigos, tantos como nos sea posible y tratar de mantener nuestras fuerzas al máximo. Tenemos una fuerza pequeña, pero tenemos que atacar a fuerzas grandes. Ese es nuestro lema guía.

Los ataques reiterados a territorio vietnamita y las persecuciones dentro del propio partido se unirían para precipitar rápidamente el fin del régimen. Comenzó ya desde 1978 una oleada de deserciones que prepararían los elementos para un nuevo episodio en suelo camboyano: la invasión vietnamita efectuada con los propios camboyanos.

### Caída del poder
El 25 de diciembre de 1978, Vietnam realiza una invasión militar en Camboya liderada por los propios camboyanos que se habían refugiado en ese país. Entre ellos estará un joven que será el futuro líder de la Camboya de posguerra, Hun Sen, y que había desertado de los Jemeres Rojos junto con otro grupo significativo de personas, que hoy conforman la cúpula máxima del gobierno del Reino de Camboya.
El 7 de enero de 1979 Vietnam toma Nom Pen. El príncipe Norodom Sihanouk huye a China y Pol Pot y sus hombres huyen a las selvas del noroeste. Vietnam funda la llamada República Popular Camboyana (RPC), con Heng Samrin, antiguo militante de los Jemeres Rojos, como jefe de Estado. Este tiene que afrontar las hostilidades del Frente de Liberación Nacional del Pueblo Camboyano, movimiento no comunista, liderado por Son Sann, y del Frente de Unidad Nacional para una Independencia Neutral, Pacífica y Cooperativa (FUNCINPEC), liderado por el príncipe Norodom Sihanouk. En febrero, China lanza una invasión limitada de Vietnam como respuesta a la invasión vietnamita de Camboya, pero se retira pronto alegando que ya había castigado bastante a Vietnam, aunque parece que tuvo influencia las buenas relaciones entre Vietnam y la Unión Soviética.
El general Vo Nguyen Giap fue el responsable de dirigir la invasión de la Camboya de Pol Pot con 100 000 soldados y 20 000 guerrilleros jemeres del que se hacía llamar «Frente Unido de Kampuchea», cuyo dirigente era un ex-Jemer rojo, Heng Samrin. La invasión, en la cual Pol Pot no creyó hasta que no la vio sobre Nom Pen, comenzó el 25 de diciembre de 1978 y el 7 de enero de 1979 el territorio camboyano estaba casi sometido en las regiones más importantes. El 17 de enero de 1979, China comenzaría en represalia su propia invasión de Vietnam, que de todas maneras no alcanzó las proporciones de las de Vietnam en Camboya. Aun así, las hostilidades en la frontera chino-vietnamita continuarían hasta la retirada del ejército vietnamita de Nom Pen. Si bien la ocupación vietnamita le dio a Pol Pot una nueva bandera para una nueva campaña de liberación nacional y en la cual encontró el respaldo de varios países como Tailandia, que temía al comunismo vietnamita, China continuó respaldándole y los mismos Estados Unidos pretendieron utilizarle como un medio de contraposición para la hegemonía de Vietnam en la región.
La imagen de Pol Pot bien pronto se empañaría mientras iban haciéndose públicos los testimonios de víctimas sobrevivientes y refugiados donde se encontraron numerosas evidencias de las atrocidades cometidas. Las divisiones en el interior del Partido, iniciadas antes de la invasión vietnamita, lo resquebrajarían, y Pol Pot sería cuestionado incluso por figuras de su entera confianza como Ieng Sary, quien llegaría a hacerle enteramente responsable de los desmanes del régimen, una posición que seguirían los demás líderes de los Jemeres Rojos, especialmente después de los diálogos de paz con el nuevo Gobierno.

## Vida posterior: 1979-1998

### Ocaso de Pol Pot

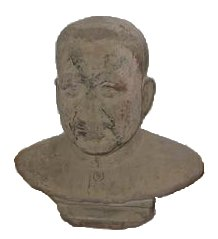
Una de las pocas imágenes de Pol Pot que sobrevivieron a la caída del régimen, conservada en el Museo Tuol Sleng en Nom Pen.

En 1982 los Jemeres Rojos, el FLNPC y el FUNCINPEC forman una coalición contra Vietnam. El príncipe Norodom Sihanouk es escogido como presidente de la Coalición, Khieu Samphan como vicepresidente y Son Sen como primer ministro. Refugiado en las selvas, Pol Pot renuncia como comandante de los Jemeres Rojos en la insurgencia en 1985, aunque retiene su supervisión. En 1987, organiza encuentros con Hun Sen, el primer ministro de la PRK y aunque se abren vías de comunicación, no se llega a acuerdos. En mayo de 1988 Vietnam anuncia planes de retirada de sus 50 000 soldados de Camboya para fin de año. En julio de 1988 los representantes de todas las partes en conflicto se reúnen en Bogor, Indonesia. Vietnam condiciona su retirada de Camboya a la completa desaparición de los Jemeres Rojos. China exige la completa retirada de Vietnam, pero no acepta ningún papel de Pol Pot en el gobierno que se ha de formar. China reprocha a la URSS su respaldo a la presencia vietnamita en Camboya. Del 30 de julio al 30 de agosto de 1989 se produce la Conferencia Internacional sobre Camboya en Francia. China promete suspender las ayudas a los Jemeres Rojos y se exige a Vietnam que se retire del país. Hun Sen queda a la cabeza del país como primer ministro.
El 23 de octubre de 1991, las cuatro facciones enfrentadas firman el tratado de paz estableciendo un gobierno de transición supervisado por las Naciones Unidas. El príncipe Sihanouk regresa al país y se establece una monarquía constitucional elegida por consulta popular. En 1993, se convocan elecciones pluripartidistas. Los Jemeres Rojos las boicotean asegurando que están manipuladas por los vietnamitas. En 1996, los Jemeres Rojos empiezan a desintegrarse. Ieng Sary acusa a Pol Pot de ser el principal responsable de los asesinatos políticos. Divisiones internas provocan deserciones de los desmoralizados guerrilleros, lo cual debilita progresivamente la guerrilla Jemer. En 1997, Pol Pot manda ejecutar a Son Sen, convencido de que está colaborando con el gobierno camboyano, y hace asesinar también a su esposa e hijos: tal hecho le acarrearía la pérdida de las simpatías de sus últimos aliados. El 25 de julio, Ta Mok, «Camarada Cinco» y comandante militar de los Jemeres Rojos, ordena el arresto de Pol Pot, le somete a un juicio popular y le sentencia a vivir en prisión por la muerte de Son Sen y su familia, siendo expulsado del grupo que él mismo fundó. Para entonces, Pol Pot ya está enfermo: durante dicho juicio, acepta conceder una entrevista al periodista Nate Thayer de la Far Eastern Economic Review, en la que asegura que los asesinatos se debieron a la falta de experiencia en el gobierno y a la mala actuación de algunas personas, y que él no es un hombre violento.

### Fallecimiento

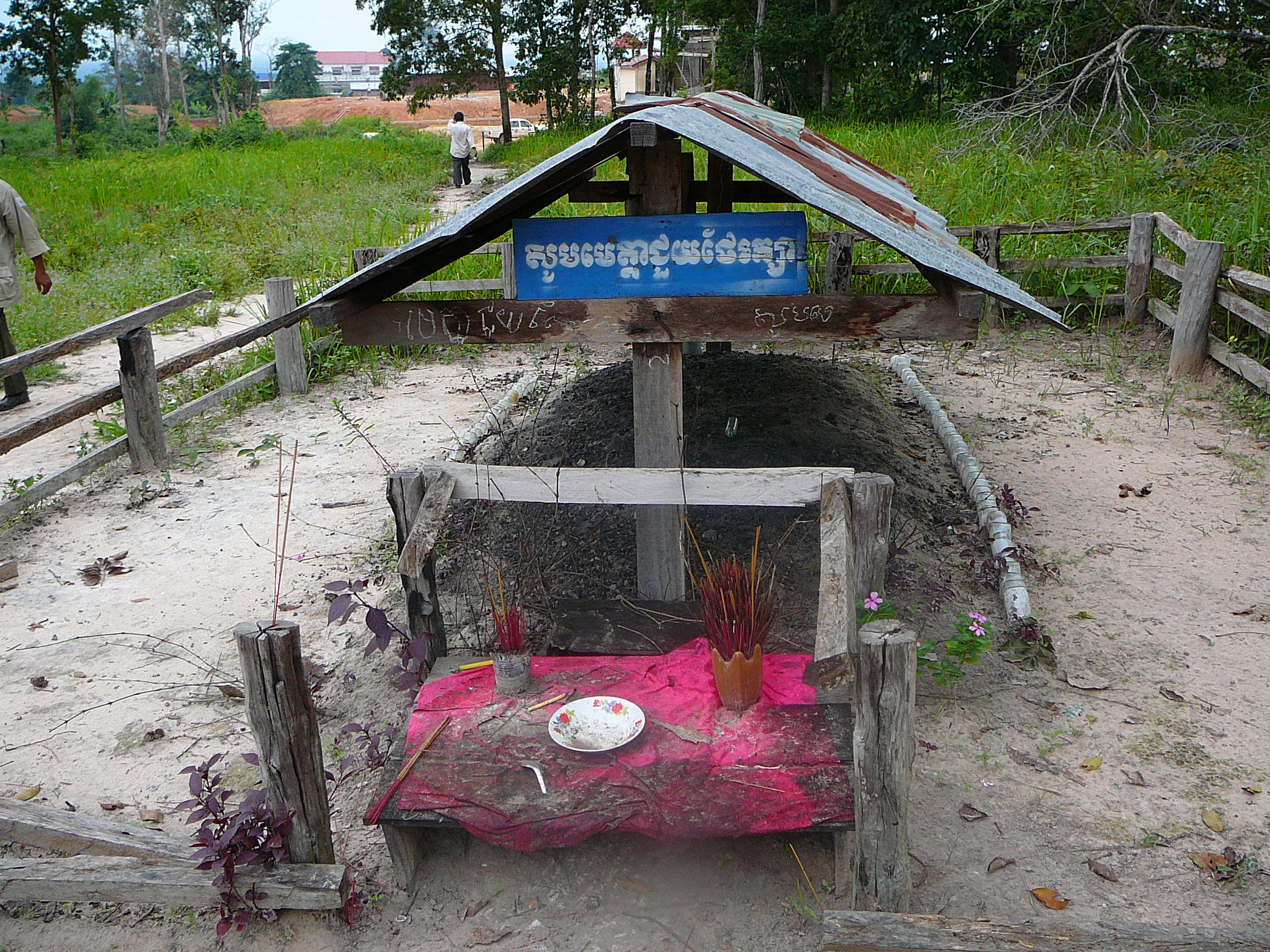
Tumba de Pol Pot.

Saloth Sar, quien había pasado a la historia como Pol Pot, murió el 15 de abril de 1998 (2 días antes del 23 aniversario de la caída de Phom Penh), a los 72 años de edad, en medio de las selvas camboyanas que en su juventud habían inspirado sus ideales. Era oficialmente prisionero del grupo que había fundado cuatro décadas atrás, los Jemeres Rojos. Los informes oficiales establecen que su muerte se debió a un ataque cardíaco, pero dado que el fallecimiento se produjo justo cuando los Jemeres Rojos anunciaron que lo iban a entregar a la Justicia Internacional, rumores de un posible atentado a su vida se presentaron como una posibilidad. Su cuerpo fue incinerado en una hoguera improvisada con cartones y neumáticos viejos, lugar que posteriormente fue rodeado por una barrera de láminas de hierro al norte del país, cerca del sitio de su muerte, a pesar de las solicitudes del gobierno de inspeccionar el cadáver, lo que suscitó sospechas de que se había suicidado tomando una sobredosis de medicamentos que le recetaron o de haber sido envenenado. La afirmación de Ta Mok de que "nadie lo envenenó" alentó la especulación de que esto era exactamente lo que había sucedido. Por lo tanto, algunas fuentes afirman que fue envenenado por sus propios compañeros.
En mayo el ejército camboyano capturó los últimos emplazamientos de los Jemeres Rojos, mientras muchos líderes se entregaron al Gobierno y algunos, como Ieng Sary, fueron amnistiados. El entonces heredero de la línea de mando, Ta Mok, huye queriendo refugiarse en Tailandia, pero es capturado y llevado prisionero a Nom Pen, donde muere en 2006. Permanecieron pequeños núcleos de Jemeres Rojos en el país, aunque sin organización y liderazgo, que poco a poco se integrarían a la nueva sociedad camboyana de la posguerra.

## Personalidad
A pesar de las numerosas fuentes acerca de Pol Pot y los Jemeres Rojos, la personalidad de Pol Pot en particular es un punto que genera controversias y que llama la atención de muchos como ocurre con personajes históricos de su parte. Los resultados catastróficos de su gobierno y de un régimen que pasó a la historia como uno de los más sanguinarios del siglo XX hacen que se piense en una personalidad ruda, fría y calculadora. Sin embargo, las fuentes y testimonios señalan en cambio a un hombre muy diferente.
Milton Osborne recuerda el último encuentro del príncipe Norodom Sihanouk con Pol Pot el 5 de enero de 1979, días antes de la caída del régimen: 

«Haciendo casi eco de todos aquellos que pudieron conocer a Pol Pot en persona, Sihanouk recuerda la evidente carismática presencia del hombre. Su carisma no se manifestaba de manera violenta o en dramáticos estilos, sino más bien a través de una suave y gentil manera de hablar que llevaba a una intensa seducción. Sihanouk escribió cómo Pol Pot trajo a su mente al ruiseñor, que seduce a sus víctimas con sus maneras y suave voz. Al fin, cuando Pol Pot finalmente llevó su monólogo a un fin, los dos hombres se despidieron, cada uno hablando de prontas próximas reuniones».

La amabilidad de Pol Pot es siempre un elemento común señalado por los que tuvieron algún contacto con él en algún momento de su vida. Nayan Chanda menciona por su parte la primera delegación de prensa a la que se le permitió ingresar en la denominada Kampuchea Democrática en julio de 1976. Esta delegación venía de Vietnam y estaba liderada por el periodista Tran Thanh Xuan, subdirector de la Agencia de Noticias de Vietnam. Este periodista dijo: 

Pol Pot me pareció más bien encantador. No sólo fue un excelente anfitrión sino que dijo en su primera entrevista [la primera que concedía en su vida] que expresaba la gratitud camboyana a los amigos y hermanos de Vietnam por su pasada asistencia y dijo que la amistad y la solidaridad entre los dos era «tanto una cuestión estratégica como un sentimiento sagrado».

El corresponsal de The New York Times Sidney Schanberg, citado por Kenneth Quinn en su artículo Explicando el terror, escribió: 

...mucha gente me pregunta: ¿cómo pudo ser que el campesino camboyano que siempre habíamos visto tan amable, encantador y sonriente y educado se convirtiera en una especie de revolucionario duro, deprimente e incluso brutal, que entró en Nom Pen el 17 de abril de 1975? No tengo respuestas. Una explicación parcial es que el sentimiento del campesinado camboyano acerca de la explotación de la tierra por parte de latifundistas, comerciantes y en general el sistema urbano fue mucho más profundo y más amargo que el que nosotros habíamos percibido. Pero hay, quizá, una respuesta más simple: la guerra. Los camboyanos fueron bombardeados por los B-52 de los Estados Unidos, encerrados entre dos bandos y secuestrados, así como sus aldeas destruidas por los Jemeres Rojos. La guerra les endureció.

En contra de lo que podría pensarse en cuanto a ver a Pol Pot como un líder único, compartía su poder con los más allegados a su pensamiento y a su proyecto político, los mismos que coinciden con el «Grupo de Estudio de París». Si bien Pol Pot es el cerebro principal, no se ponía en un lugar visible, ante lo cual se generó una característica común a los Jemeres Rojos de ocultar la identidad de los líderes e incluso de los mismos cargos. La identidad del máximo dirigente de los Jemeres Rojos solo se daría a conocer durante la constitución oficial de la Kampuchea Democrática el 5 de enero de 1976. Pero aun así el nombre de «Pol Pot» no decía nada a muchos, como lo expresa François Ponchaud en su obra «Camboya año cero» todavía en 1977: 

Poco se sabe de Nuon Chea y Pol Pot. Muchos observadores piensan que Pol Pot es sólo un seudónimo de Nong Suon, pilar del comunismo camboyano desde la década de los 50; para otros es en realidad Rat Samuoneun, uno de los tres estudiantes enviados a trabajar como agente de contacto con los Vietminh-Khmer; y otros creen que es un antiguo trabajador de una plantación de caucho. Sin embargo, comparaciones de fotografías indican que Pol Pot es en realidad Saloth Sar. Nativo de Prey Sbeuv de la región de Kompung Thom e hijo de campesinos, Saloth Sar realizó un curso técnico en Nom Pen y entonces fue a Francia a estudiar en la École du Livre. Se casó con Khieu Ponnary, fue el vice-presidente del comando militar central del PNLAFK durante los años de la guerra y se dice que ha sido el secretario del Partido Comunista Khmer desde el 30 de septiembre de 1972.

En realidad, Pol Pot prefería permanecer lo más anónimo posible. La paranoia que empieza a desarrollar a partir de 1978 y que le lleva a crear un sistema nacional de sospecha, en el cual mueren muchos de los mismos Jemeres Rojos, puede tener sentido en esa actitud de mantener siempre su identidad en secreto y por lo cual se oculta en nombres como el de «Pol Pot». No existe ningún registro en el cual se diga que él o sus más altos mandos hicieron visitas a S-21 u otras prisiones posibles, tampoco a los campos de exterminio, pero sí a los frentes que combatían en las fronteras con Vietnam, en donde dirigió palabras a los soldados. Después de regresar de Francia, Saloth Sar se había dedicado a la enseñanza en Nom Pen y el haber sido profesor, además de ser un indudable intelectual, hace que se sitúe como el profesor de su proyecto en la construcción de un nuevo país y hablará siempre de una «profunda instrucción y educación del colectivo». Siempre repetirá los mismos conceptos, incluso después de la caída del régimen, que giraban alrededor de la construcción de una nueva Camboya y a una seria educación, autocrítica, crítica y permanente revisión del estilo de vida revolucionario para depurar cualquier posible contradicción.

## Legado de Pol Pot
Evidentemente la figura de Pol Pot trae al juicio de la historia a otros personajes, quizá más oscuros y enigmáticos y a otras naciones que entraron en el juego de la guerra de Vietnam. Schanberg, por ejemplo, especula que si los Estados Unidos no hubieran apoyado el golpe de Estado de Lon Nol en 1970, los comunistas le hubieran derrocado más rápidamente y se hubiera establecido un Estado comunista sin los resultados dramáticos que se conocen:

La ironía del invento de los EE.UU. en Camboya es que fueron los causantes del régimen que se estableció allí.

Sin embargo, el proyecto político de Pol Pot está históricamente demostrado como un pensamiento que tuvo tiempo de ser madurado desde su estancia en Francia (1948-1953) y que fue ejecutado al pie de la letra en una experiencia única en la historia de la humanidad. El periodista socialista francés Jean Lacouture dice que existen dos razones para entender el fracaso de la revolución comunista camboyana y su extrema violencia:

Primero el total aislamiento de la revolución. Se desarrolló en la jungla, liderada por guerrilleros que habían sido incomunicados con el resto del mundo. Se basó en campesinos sin un real control ideológico y sin serios camaradas revolucionarios. Semejante revolución es bastante difícil de mantener dentro de los límites de la lógica y de guiar en una dirección razonable.

Con frecuencia el nombre de Pol Pot se relaciona con genocidio y masacres, por ejemplo como lo mencionó el presidente de Cuba, Fidel Castro, en un discurso en 1983: 

Búsquese en la historia del movimiento revolucionario, y se verá más de una vez la conexión entre el imperialismo y quienes asumen posiciones aparentemente extremistas de izquierda. Pol Pot y Ieng Sary, genocidas de Kampuchea, ¿no son hoy los más fieles aliados del imperialismo yanki en el sudeste de Asia? Nosotros, en Cuba, desde que surgió la crisis en Granada, al grupo de Coard, por llamarlo de algún modo, lo llamábamos el «grupo polpotiano».

La primera consecuencia del sanguinario régimen es, sin duda, la invasión de Vietnam en 1979 y, con ello, el fortalecimiento de la política exterior vietnamita en la región, contrastada por China, además de ser un viejo anhelo vietnamita. La guerra civil y la guerra contra la ocupación vietnamita prolongaron el tiempo de violencia en el país por un periodo incluso más largo del que duró el régimen. En consecuencia, Camboya pasó a encabezar la lista del país más pobre del Extremo Oriente y a vivir de la ayuda internacional. Una era de permanente violencia entre 1970 y 1989 diezmó la población, se suspendió durante un largo tiempo el proceso educativo de la población infantil y juvenil, se retrocedió en salud pública, poniendo al país como uno de los más vulnerables a todo tipo de enfermedades, y retrasó el desarrollo económico.
En 2007, el país vive un rápido proceso de desarrollo gracias a una relativa paz, y una nueva generación que no conoció la guerra crece con otra visión de la historia, en un país en donde el 70 % de la población es menor de 30 años. El Tribunal Internacional establecido en 2007 en Nom Pen para juzgar los crímenes de guerra de los Jemeres Rojos, pone el tema de nuevo de actualidad y el nombre de Pol Pot vuelve a mencionarse.